# Lloret de collar blau
El lloret de collar blau (Geoffroyus simplex) és una espècie d'ocell de la família dels psitàcids que habita zones boscoses de les muntanyes de Nova Guinea.